# Mischehe
Mischehe ist eine Bezeichnung für eine Ehe zwischen Personen unterschiedlicher ethnischer, kultureller, nationaler, konfessioneller oder religiöser Zugehörigkeit. Im deutschsprachigen Raum bezeichnete der Begriff bis in die 1920er Jahre 
- meist eine Interkonfessionelle Ehe, Heirat von Personen unterschiedlicher christlicher Konfessionen
- seltener eine 
  - Interreligiöse Ehe, Heirat von Personen unterschiedlicher Religionsgruppen
  - Exogamie, Heiratspflicht mit Personen aus einer anderen sozialen Gruppe
  - Interkulturelle oder binationale Ehe, Heirat zwischen Angehörigen verschiedener Ethnien, Nationen oder Kulturen.

Im 20. Jahrhundert war Mischehe eine amtliche Bezeichnung
- für Ehen zwischen Einheimischen und deutschen Siedlern in den deutschen Kolonien
- für Ehen zwischen „Juden“ und „Deutschblütigen“ in Deutschland zwischen 1933 und 1945, siehe Mischehe (Nationalsozialismus)
- für Ehen zwischen Weißen und Nicht-Weißen in der Südafrikanischen Union: Der Prohibition of Mixed Marriages Act (1949–1986) verbot solche Ehen; sie waren strafbar.

Außerdem ist Mischehe eine mögliche Übersetzung der folgenden Begriffe:
- mixed marriage (engl.), mariage mixte (frz.), matrimonio mixto (span.)
- interracial marriage (engl.)